# تالسا (قمر)

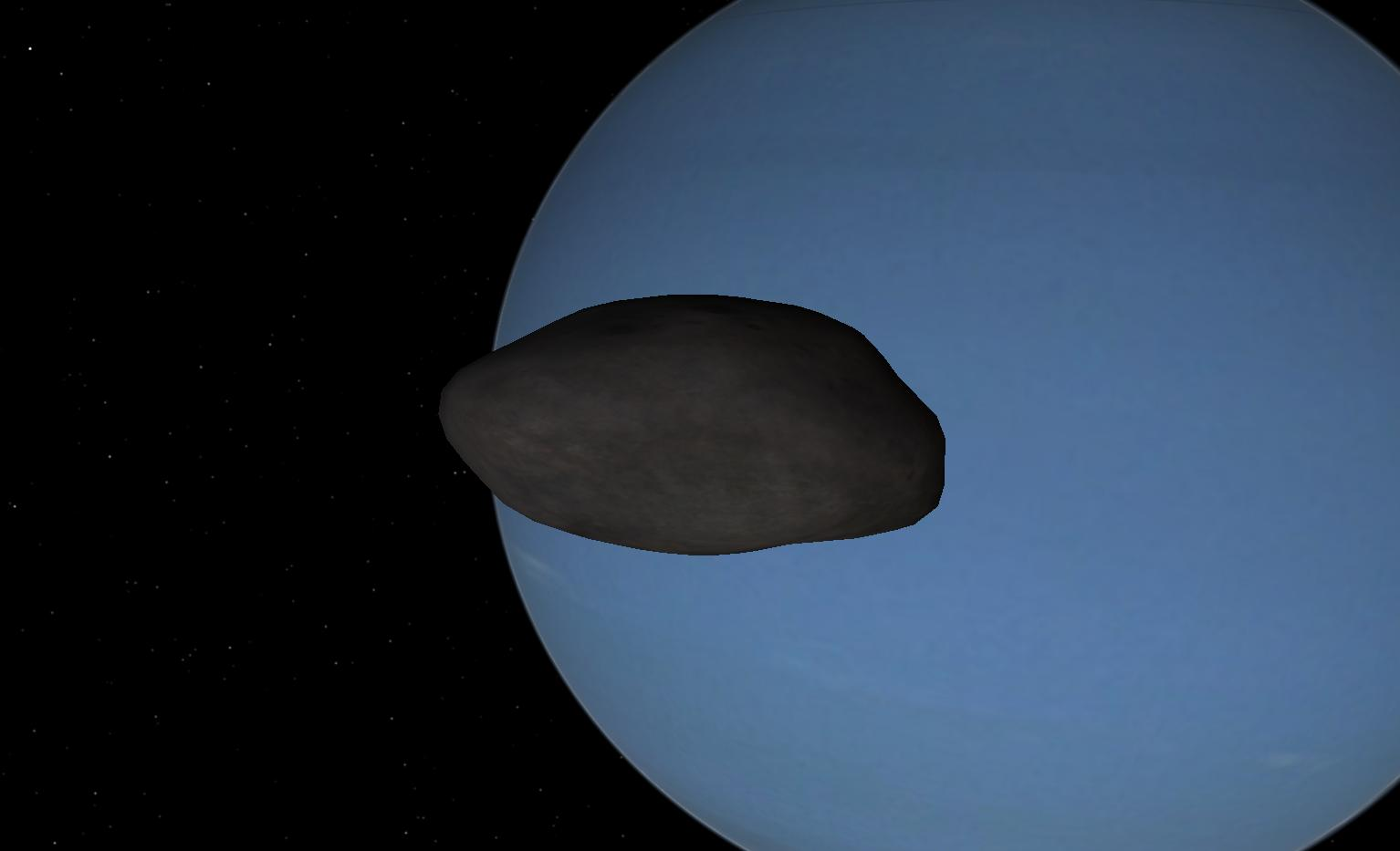
یک تصویر شبیه‌سازی شده از تالسا و نپتون.

تالسا (θəˈlæsə یونانی Θάλασσα), که به نام نپتون IV نیز شناخته می‌شود، دومین ماه طبیعی نپتون از لحاظ داخلی بودن است.
تالسا نام دختر آتر و همرا در افسانه‌های یونان باستان است.
تالسا در زبان یونانی به معنی «دریا» است.